# Mohammad Rahbari
Mohammad Rahbari (in persiano محمد رحربی کویخی‎; Rasht, 13 dicembre 1991) è uno schermidore iraniano, specializzato nella sciabola.

## Palmarès
- Campionati asiatici

Shanghai 2013: argento nella sciabola a squadre.
Suwon City 2014: bronzo nella sciabola a squadre.
Singapore 2015: argento nella sciabola a squadre.
Hong Kong 2017: argento nella sciabola individuale e bronzo nella sciabola a squadre.
Bangkok 2018: argento nella sciabola a squadre.